# Piccolo icosidodecaedro ditrigonale
In geometria, il piccolo icosidodecaedro ditrigonale è un poliedro stellato uniforme avente 32 facce - 20 triangolari e 12 forma di pentagramma - 60 spigoli e 20 vertici.

## Coordinate cartesiane
Le coordinate cartesiane per i vertici del piccolo icosidodecaedro ditrigonale sono date da tutte le permutazioni di:
{\displaystyle \left(\,\pm 1,\,\pm 1,\,\pm 1\,\right)}
{\displaystyle \left(\,\pm \varphi ,\,\pm (\varphi -1),\,0\,\right)}
dove {\displaystyle \varphi ={\tfrac {1+{\sqrt {5}}}{2}}} è la sezione aurea.

## Poliedri correlati
Il piccolo icosidodecaedro ditrigonale, spesso indicato con il simbolo U30, ha la stessa disposizione di vertici del dodecaedro regolare, che è il suo inviluppo convesso, e condivide la posizione degli spigoli con il grande icosidodecaedro ditrigonale, con cui ha in comune la disposizione delle facce triangolari, con il dodecadodecaedro ditrigonale, con cui ha in comune la disposizione delle facce pentagrammiche,  e con il poliedro composto di cinque cubi.
| a{5,3}                              | a{5/2,3}                           | b{5,5/2}                        |
| =                                   | =                                  | =                               |
| ----------------------------------- | ---------------------------------- | ------------------------------- |
| Piccolo icosidodecaedro ditrigonale | Grande icosidodecaedro ditrigonale | Dodecadodecaedro ditrigonale    |
| Dodecaedro (inviluppo convesso)     | Composto di cinque cubi            | Composto sferico di cinque cubi |

### Piccolo icosaedro triambico
Il piccolo icosaedro triambico è un poliedro stellato isoedro, nonché il duale del piccolo icosidodecaedro ditrigonale, avente per facce 20 esagoni equilateri irregolari.
Dato un piccolo icosidodecaedro ditrigonale di spigolo pari a 1, immaginando il piccolo icosaedro triambico come composto da 20 facce intersecanti a forma di esagono equilatero irregolare, come riportato nella figura sottostante, di cui solo una parte visibile all'esterno del solido, le facce risultanti hanno due gruppi di tre angoli uguali di ampiezza pari a {\displaystyle \arccos(-{\frac {1}{4}})\approx 104,477\,512\,185\,93^{\circ }} e {\displaystyle \arccos({\frac {1}{4}})+60^{\circ }\approx 135,522\,487\,814\,07^{\circ }}, disposti alternativamente lungo il perimetro del poligono.